# El Burgo
El Burgo – gmina w Hiszpanii, w prowincji Malaga, w Andaluzji, o powierzchni 118,35 km². W 2011 roku gmina liczyła 1957 mieszkańców.